# Pseudoderopeltis brevicollis
Pseudoderopeltis brevicollis är en kackerlacksart som först beskrevs av Jean Guillaume Audinet Serville 1839.  Pseudoderopeltis brevicollis ingår i släktet Pseudoderopeltis och familjen storkackerlackor. Inga underarter finns listade i Catalogue of Life.